# Communist Party of India (Marxist)

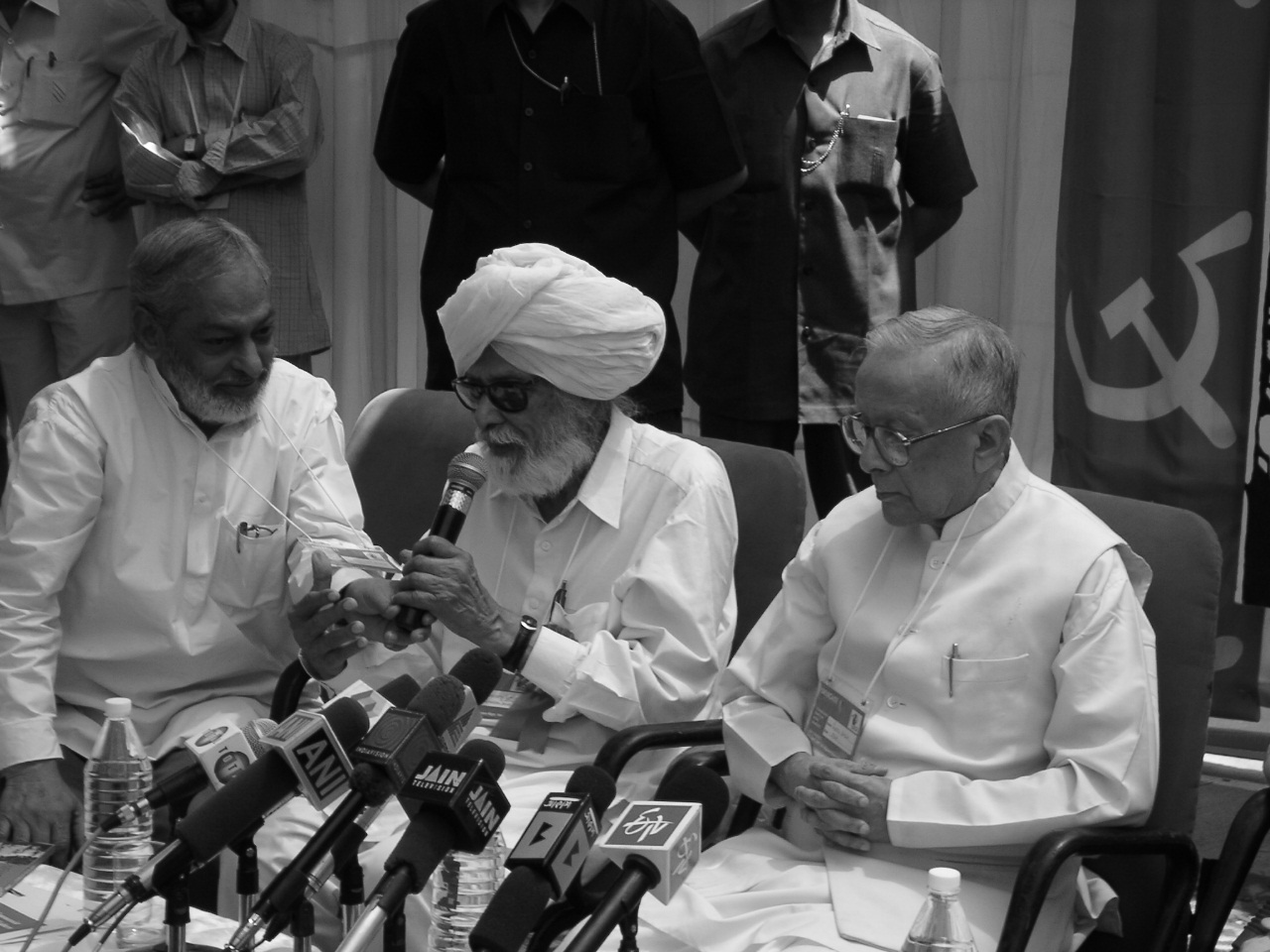
Harkishan Singh Surjeet (Mitte) und Jyoti Basu (rechts), 2005

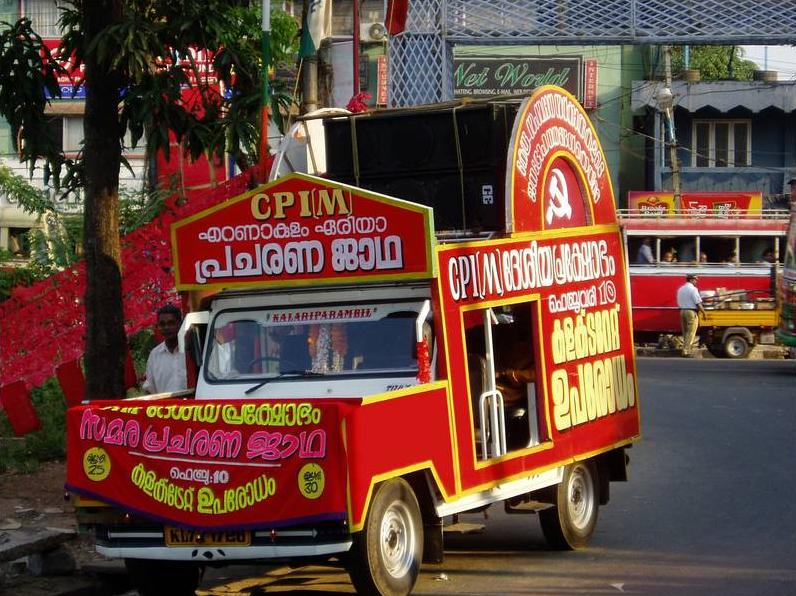
Ein Wahlkampffahrzeug der CPM in Ernakulam (2004)

Die Communist Party of India (Marxist) – abgekürzt CPI(M), oft auch CPM – ist die größte linke Partei Indiens. Sie entstand 1964 bei der Spaltung der Kommunistischen Partei Indiens (CPI).
Bei den Parlamentswahlen im Jahr 2014 kam sie auf 9 Sitze in der Lok Sabha, dem Unterhaus, und verlor damit sieben Sitze gegenüber den Wahlen von 2009 (16 Sitze).

## Parteigeschichte
Als sich die indischen Kommunisten im Jahr 1964 vor allem aufgrund innerparteilicher Streitigkeiten über die Positionierung zum indisch-chinesischen Grenzkrieg 1962 bei einem Parteitag in zwei Fraktionen spalteten, machte die spätere CPI(M) den Flügel aus, der sich eher am chinesischen Vorbild orientierte, während die CPI den Vorgaben Moskaus folgte – wobei die explizit maoistischen Kräfte sich 1967–69 von der CPI(M) abspalteten und verschiedene, unter dem Sammelbegriff Naxaliten bekannte Organisationen gründeten. Spätestens seit dem Ende des Kalten Krieges, dem Zerfall der Sowjetunion und den marktwirtschaftlichen Reformen in der Volksrepublik China haben die ideologischen Unterschiede aber an Bedeutung verloren. Seit den späten 1990er Jahren wird immer wieder von einer möglichen Überwindung der kommunistischen Spaltung in näherer Zukunft gesprochen.
Seit den 1980er-Jahren besitzt die CPI (M) eine Jugendorganisation, die Democratic Youth Federation of India.
Der mit Abstand prominenteste Vertreter der Partei war Jyoti Basu, der mehr als 23 Jahre Chief Minister von Westbengalen war und nach den Parlamentswahlen in Indien 1996 von den Parteien der siegreichen United-Front-Koalition erfolglos für das Amt des indischen Premierministers vorgeschlagen wurde. Von 1977 bis 2011 regierte in Westbengalen die Linksfront unter Führung der Marxisten ununterbrochen – angesichts der Kurzlebigkeit vieler Staatsregierungen in Indien ein seltenes Phänomen. Der CPI(M) und ihren Partnern war es gelungen, die Agrarreform in Westbengalen deutlich voranzubringen und soziale Sicherungssysteme zu installieren. Die an den Bedürfnissen der breiten Volksmassen orientierte Politik unter Basu und seinem Nachfolger im Amt des westbengalischen Ministerpräsidenten Buddhadeb Bhattacharya hatte der Partei ein dauerhaft hohes Unterstützerpotential beschert. Im kleinen Bundesstaat Tripura regierte das von den Marxisten geführte Bündnis ebenfalls über mehrere Legislaturperioden, bis es 2018 ein Ende fand und in Kerala wechselte sich die Linksfront seit den 1970er Jahren bei Wahlen faktisch mit der Kongresspartei als jeweiliger Sieger ab.
Im Frühjahr 2005 gab es auf dem Parteitag einen Generationenwechsel in der Führung. Nach dem gesundheitlich bedingten Rücktritt Harkishan Singh Surjeets vom Amt des Generalsekretärs wählten die Delegierten Prakash Karat zu seinem Nachfolger. Dieser war schon in den Vorjahren verstärkt als wichtiges Mitglied der Führungsmannschaft in Erscheinung getreten.
Seit etwa dem Jahr 2009 und der damaligen Parlamentswahl hat der Stimmenanteil der Linksparteien in Indien stark abgenommen. Besonders einschneidende Verluste erlebte die CPM in ihrer Hochburg Westbengalen, wo 2011 die Parlamentswahl gegen den Trinamool Congress verloren ging. Damit ging die seit 1977 bestehende 34-jährige ununterbrochene Regierungszeit der CPM in Westbengalen zu Ende. Bei der gesamtindischen Parlamentswahl 2014 und der Parlamentswahl in Westbengalen 2016 konnte der Trinamool Congress seine Führung gegenüber der CPM noch weiter ausbauen.
2018 verlor die CPI(M) auch den kleinen Bundesstaat Tripura, den sie 25 Jahre lang zuvor ununterbrochen regiert hatte. Die Parlamentswahl 2016 im südindischen Kerala konnte die CPI(M) allerdings für sich entscheiden und anschließend die Regierung bilden.

## Liste der bisherigen Generalsekretäre
Seit dem 19. April ist Sitaram Yechury Generalsekretär der Partei.
1. Puchalapalli Sundarayya (1964–1978)
2. E.M.S. Namboodiripad (1978–1992)
3. Harkishan Singh Surjeet (1992–2005)
4. Prakash Karat (2005–2015)
5. Sitaram Yechury (2015, derzeit amtierend)

## Wahlergebnisse
Die folgende Tabelle zeigt die Wahlergebnisse (gewonnene Mandate und Stimmenanteil) bei den gesamtindischen Parlamentswahlen.
| Jahr | Wahl                    | Stimmen- anteil | Parlaments- sitze |
| ---- | ----------------------- | --------------- | ----------------- |
| 1967 | Wahl zur Lok Sabha 1967 | 4,28 %          | 19/520            |
| 1971 | Wahl zur Lok Sabha 1971 | 5,12 %          | 25/518            |
| 1977 | Wahl zur Lok Sabha 1977 | 4,29 %          | 22/542            |
| 1980 | Wahl zur Lok Sabha 1980 | 6,24 %          | 37/514            |
| 1984 | Wahl zur Lok Sabha 1984 | 5,87 %          | 22/514            |
| 1989 | Wahl zur Lok Sabha 1989 | 6,55 %          | 33/529            |
| 1991 | Wahl zur Lok Sabha 1991 | 6,16 %          | 35/521            |
| 1996 | Wahl zur Lok Sabha 1996 | 6,12 %          | 32/543            |
| 1998 | Wahl zur Lok Sabha 1998 | 5,16 %          | 32/543            |
| 1999 | Wahl zur Lok Sabha 1999 | 5,40 %          | 33/543            |
| 2004 | Wahl zur Lok Sabha 2004 | 5,66 %          | 43/543            |
| 2009 | Wahl zur Lok Sabha 2009 | 5,33 %          | 16/543            |
| 2014 | Wahl zur Lok Sabha 2014 | 3,25 %          | 9/543             |
| 2019 | Wahl zur Lok Sabha 2019 | 1,75 %          | 3/542             |
| 2024 | Wahl zur Lok Sabha 2024 | 1,76 %          | 4/543             |